# Hólmfríður Karlsdóttir
Hólmfríður "Hofi" Karlsdóttir (Islândia, 3 de junho de 1963) é uma modelo e rainha da beleza da Islândia que venceu o concurso Miss Mundo 1985.
Ela foi a primeira de seu país a vencer este concurso e é às vezes chamada apenas de Hofi.

## Biografia
Segundo seu perfil no site oficial do Miss Mundo, preenchido na época de sua inscrição no concurso, Hofi já era professora do Jardim da Infância e falava islandês, inglês e um pouco de dinamarquês e alemão. Também tinha tido aulas de clarinete por alguns anos e dizia que gostava de viajar, nadar e andar de bicicleta.

## Miss Mundo 1985
Hofi, que havia ficado em segundo lugar no Miss Islândia, venceu o Miss Mundo aos 22 anos de idade, no Royal Albert Hall em Londres, ao derrotar outras 77 candidatas.

## Vida após os concursos
Hofi é professora desde 1984, segundo o MBL. A mesma publicação escreveu em 2012 que ela havia ganho um prêmio de "Jardim Mais Bonito". "Seu terreno residencial é elegante e muito bem arrumado", segundo a reportagem.
Mora em Flatahverfi e segundo o MBL prefere levar uma vida "longe dos holofotes". 
É casada com Elfar Rúnarsson, com quem tem três filhos. 